# فوم حافظه‌دار

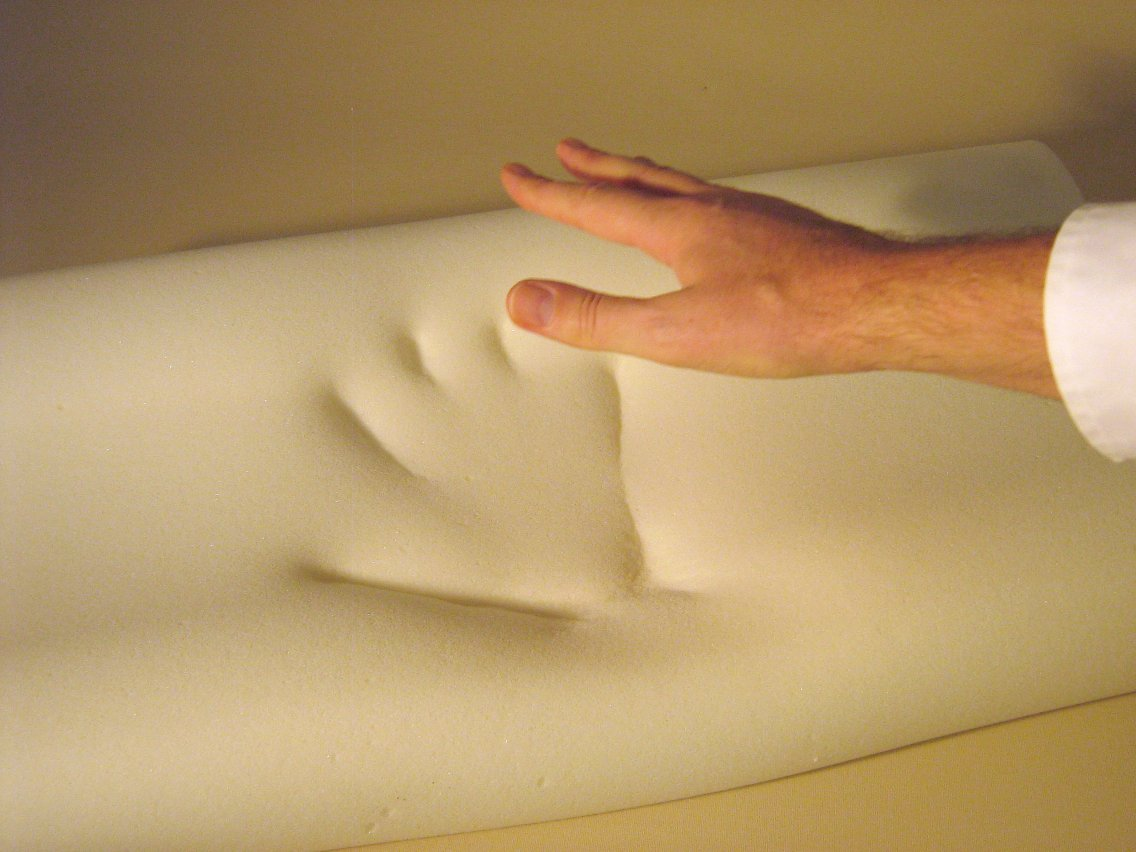
فوم حافظه‌دار

فوم حافظه‌دار از پلی‌اورتان و مواد شیمیایی افزودشونده دیگر (برای بالا رفتن ویسکوزیته و چگالی آن) تشکیل شده‌است. اغلب به عنوان فوم پلی‌اورتان ویسکوالاستیک یا فوم پلی‌اورتان کم مقاومت (LRPu) شناخته می‌شود. حباب‌های کف یا سلول‌ها باز هستند و ماتریسی را ایجاد می‌کنند که از طریق آن هوا می‌تواند حرکت کند. فوم حافظه دار با چگالی بالاتر در واکنش به گرمای بدن نرم می‌شود و به آن اجازه می‌دهد تا در عرض چند دقیقه شکل بدن را به خود بگیرند. فوم‌های جدید با سرعت بیشتری به شکل اصلی خود برمی‌گردند.

## تاریخچه
فوم حافظه‌دار در سال ۱۹۶۶ طبق قراردادی توسط مرکز تحقیقات آمس ناسا برای بهبود ایمنی کوسن‌های هواپیما ساخته شد. فوم حافظه‌دار حساس به دما در ابتدا به عنوان «فوم فنری آهسته» نامیده می‌شد، امروز آن را فوم گرم می‌نامند.
فوم با ایجاد گاز در یک ماتریس پلیمری به‌وجود می‌آید، فوم دارای یک ساختار جامد سلولی باز است که با فشار بر روی آن تطبیق می‌یابد، و در نهایت به آرامی به‌شکل اصلی خود بازمی‌گردد.
در مراحل بعدی این فوم در وسایل پزشکی مانند پدهای میز اشعه ایکس و تجهیزات ورزشی مانند آسترهای کلاه ایمنی فوتبال آمریکایی استفاده شده‌است.
هنگامی که ناسا در اوایل دهه ۱۹۸۰ فوم حافظه را در عرضه عمومی قرار داد، شرکت Foordala World Foams یکی از معدود شرکت‌هایی بود که مایل به کار با فوم بود، چرا که روند تولید دشوار و غیرقابل اعتماد بود. محصول آن‌ها درنهایت در سال ۱۹۹۱، تحت عنوان «تشک سوئدی حرارتی» تجاری شد.

## کاربردهای فوم حافظه دار

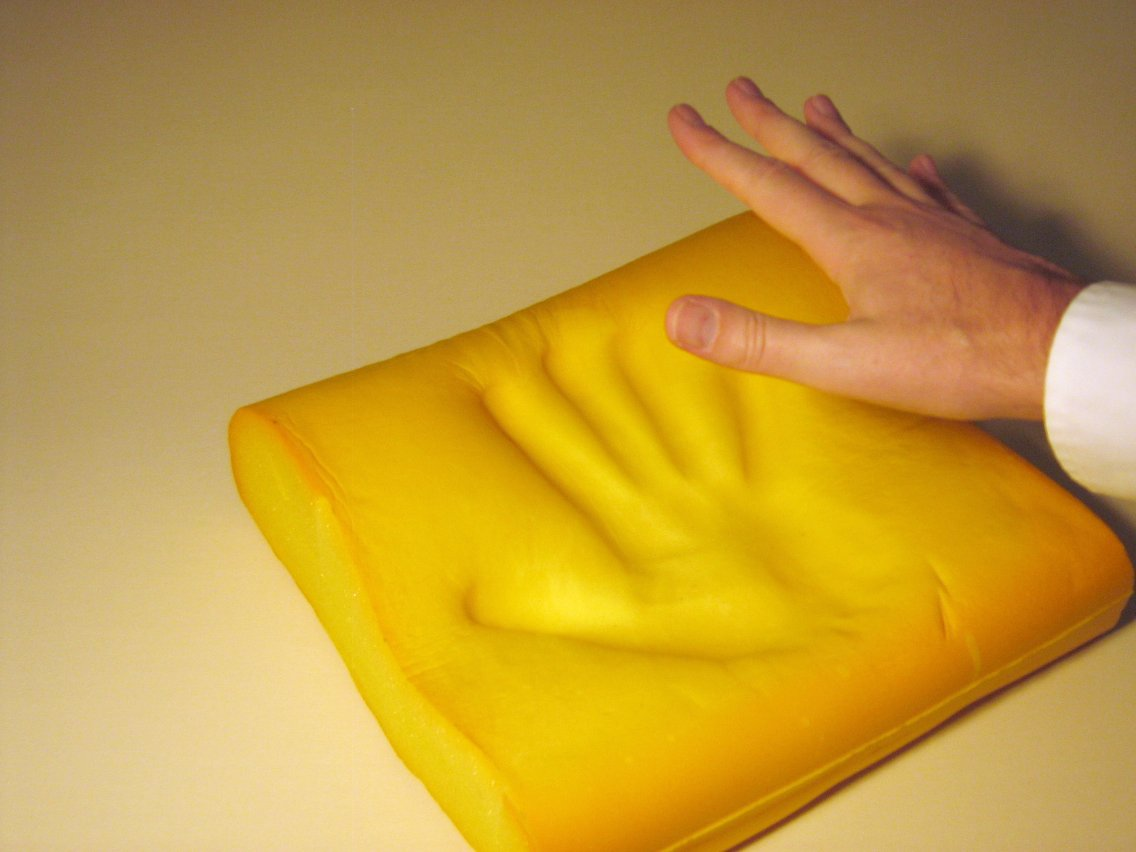
فوم حافظه‌دار با قابلیت ارتجاع آرام‌تر نسبت به مورد نشان‌داده‌شده در بالا. رنگ زرد به‌دلیل تعامل نور مرئی با فوم جلوه کرده

فوم حافظه‌دار به‌سرعت در دستگاه‌های پزشکی مورد استفاده قرار گرفت. برای مثال، معمولاً در مواردی مورد استفاده قرار می‌گرفت که بیمار بایستی برای مدت‌زمان نامشخصی در تخت خود بدون حرکت بماند. فشار برخی از مناطق بدن روی تخت جریان خون به منطقه را مختل می‌کند و باعث به‌وجود آمدن زخم بستر می‌شود. تشک‌های فوم حافظه‌دار باعث کاهش چشمگیر چنین حوادثی می‌شوند.
فوم حافظه‌دار در ابتدا بسیار گران بود. متداول‌ترین کاربردهای داخلی آن تشک، بالش، کفش و پتو است. همچنین دارای مصارف پزشکی مانند بالشتک‌های ویلچر، بالش‌های تخت‌خوابی بیمارستانی و بالشتک برای افرادی است که از دردهای طولانی‌مدت یا مشکلات حرکتی رنج می‌برند. یک بالش گردن فوم حافظه‌دار ممکن است درد مزمن گردن را کاهش دهد. خواص نگهداری گرمایش آن می‌تواند به بیمارانی که گرما منجر به کاهش درد آن‌ها می‌شود نیز کمک کند.
خصوصیات نگهدارنده گرما در هنگام استفاده در تشک و بالش می‌تواند یک ضرر نیز محسوب شود، بنابراین در فوم حافظه‌دار نسل دوم، شرکت‌ها استفاده از ساختار سلول باز برای بهبود تنفس را آغاز کردند. در سال ۲۰۰۶، نسل سوم فوم حافظه‌دار معرفی شد. فوم حافظه ژل یا ویسکوژل از ژل‌هایی تشکیل شده‌است تا گرمای بدن به دام افتاده را کاهش دهد، و زمان برگشت فنری را سرعت بخشیده و به نرم‌تر شدن تشک کمک کند.
پس از توسعه فوم حافظه‌دار، مواد دیگری مانند آلوئه‌ورا، عصاره چای سبز و ذغال فعال به ترکیب فوم برای کاهش بو و حتی آروماتراپی در هنگام خواب افزوده شده‌است. همچنین از ریون در پوشش‌های تشک بافته‌شده بر روی تخت‌های فوم حافظه‌دار استفاده شده‌است تا رطوبت را از بدن دور کند و باعث افزایش راحتی شود.

## خواص فیزیکی فوم حافظه‌دار
تشک فوم حافظه‌دار معمولاً از سایر تشک‌های فوم متراکم‌تر است و این باعث شده‌است که هم مستحکم‌تر و هم سنگین‌تر باشد. تشک‌های فوم حافظه‌دار اغلب با قیمت‌های بالاتر از تشک‌های قدیمی فروخته می‌شوند. فوم حافظه‌دار مورد استفاده در تشک‌ها معمولاً در تراکم‌هایی کمتر از ۲۴ کیلوگرم بر متر مکعب تا ۱۲۸ کیلوگرم بر متر مکعب تولید می‌شود. بیشتر فوم‌های حافظه استاندارد دارای چگالی ۱۶–۸۰ کیلوگرم بر متر مکعب هستند.
خاصیت سختی (سخت تا نرم) فوم حافظه‌دار در تعیین راحتی استفاده می‌شود. سختی با درجه تورم نیروی تورفتگی فوم (IFD) اندازه‌گیری می‌شود. با این حال، این یک اندازه‌گیری کامل از احساس «نرمی» یا «سفتی» نیست. فوم با IFD بالاتر اما تراکم کمتر می‌تواند هنگام فشرده شدن احساس نرمی بیشتری را به‌وجود آورد.

## تشک‌های فوم حافظه‌دار
فوم‌های حافظه‌دار نسل دوم و سوم دارای ساختار سلول باز هستند که با قالب‌گیری به بدن درهنگام خواب در برابر گرما و وزن بدن واکنش نشان می‌دهند. تولیدکنندگان ادعا می‌کنند که این امر در نقاط فشار برای تسکین درد و ترویج خواب آرام تأثیرگذار است، اگرچه هیچ مطالعه عینی در مورد مزایای ادعا شده از تشک‌های فوم حافظه وجود ندارد.
تشک‌های فوم حافظه‌دار گرمای بدن را حفظ می‌کنند، بنابراین در هوای گرم بیش از حد گرم می‌شوند. فوم‌های حافظه‌دار از نوع ژل به‌دلیل قابلیت تنفس بیشتر، سردتر هستند.

## انواع تشک‌های فوم حافظه‌دار
سه نوع تشک فوم حافظه‌دار وجود دارد:
- تشک فوم حافظه‌دار سنتی
- تشک فوم حافظه‌دار ایرکول
- تشک فوم حافظه‌دار ژل[۴]